# الظهرة (الطويلة)

تعديل مصدري - تعديل

الظهرة هي إحدى قرى عزلة بني الذولاني بمديرية الطويلة التابعة لمحافظة المحويت، بلغ تعداد سكانها 236 نسمة حسب تعداد اليمن لعام 2004.